# Krujë (huyện)
Krujë là một quận thuộc hạt Durrës, Albania. Quận này có diện tích 372 km² và dân số năm 2002 là 64357 người, mật độ 173 người/km².